# Kurt Zouma
Kurt Happy Zouma (Lió, 27 d'octubre de 1994) és un futbolista professional francès que juga de defensa central al West Ham de la Premier League i a la selecció francesa.
Zouma va començar la seva carrera a Saint-Étienne, debutant professionalment amb 16 anys i guanyant la Copa de la Lliga amb el club el 2013. Zouma va marxar al Chelsea per 12 milions de lliures el gener del 2014, però va ser cedit als francesos durant la resta de la temporada. En la seva primera campanya completa a Anglaterra, Zouma va ajudar el Chelsea a guanyar la Copa de la Lliga i la Premier League. El juliol de 2017 fou cedit a l'Stoke City per a la temporada 2017-18. Després va ser seguir una altra cessió a l'Everton FC per a la temporada 2018-19.
Va fer el seu debut internacional sènior contra Dinamarca el 29 de març de 2015.

## Estil de joc
Un informe de novembre de 2013 de FourFourTwo va assenyalar la força de Zouma, la lectura del joc i la presència aèria, mentre esmentava els seus defectes ocasionals de concentració. El gener de 2014, Zouma va ser nomenat pel diari britànic The Observer com un dels deu jugadors joves més prometedors d'Europa. El diari va escriure: «Beneït amb un poder i una tècnica excepcionals, Zouma també és cobejat per molts per les seves qualitats de lideratge».
Danny Murphy, expert del partit del dia, va relacionar Zouma amb Marcel Desailly, un altre francès que va defensar el Chelsea. Escrivint després d'un empat amb el Manchester City, que incloïa una cursa forta i un atac lliscant perfectament executat a Sergio Agüero, Murphy va assenyalar la fiabilitat i la confiança de Zouma contra el fort rival, a més del seu ritme. Va predir que Zouma podria ser un puntal del Chelsea durant els propers anys, i seria un substitut ideal per al capità John Terry, que llavors tenia 34 anys.
Ryan Shawcross va anomenar Zouma el "defensor definitiu" per la seva velocitat, salt, passada, tir i atac, i va dir que Toby Alderweireld, del Tottenham Hotspur, era l'únic defensor central del seu nivell.

## Vida personal
Els pares de Zouma van emigrar a França des de la República Centreafricana. El seu germà gran Lionel juga en la mateixa posició i el seu germà petit Yoan també és un defensor. Zouma rep el nom de Kurt Sloane, el personatge de Jean-Claude Van Damme a la pel·lícula Kickboxer de 1989, mentre que el seu segon nom Happy reflecteix la tradició africana d'utilitzar paraules positives com a segons noms. Zouma està casat amb Sandra, amb qui té tres fills. Zouma és musulmà i va peregrinar a la Meca el 2019.

## Palmarès

### Saint-Étienne
- Coupe de la Ligue: 2012-13

### Chelsea
- Premier League: 2014-15, 2016-17
- Copa de la Lliga de futbol: 2014-15
- Subcampió de la FA Cup: 2016–17, 2019–20
- Champions League 2020-21

### França sub-20
- Copa del Món U-20 de la FIFA: 2013

### Individual
- Jugador de l'any del Chelsea: 2014-15